# 伊塞亞·奧斯邦尼
伊塞亞·佐治·奧斯邦尼（英語：Isaiah George Osbourne，1987年11月15日—）出生於西米德蘭茲郡伯明翰市，是一名英格蘭職業足球員，司職中場，出身阿士東維拉，現時效力英甲球會斯肯索普。

## 生平
阿士東維拉
奧斯邦尼在領隊馬田·奧尼爾加盟阿士東維拉後獲發27號球衣。2006年10月21日首次於英超上陣，在維拉公園球場迎戰富咸，於83分鐘入替史提芬·戴維斯（Steven Davis）。12月28日奧斯邦尼和阿士東維拉簽約三年半，直至2010年夏天完結。
2008年1月10日，奧斯邦尼同意外借至莱斯特城，可是在數天後領隊奧尼爾因為球會多員球員受傷而陷入兵荒，被迫取消這宗交易。9月23日，奧斯邦尼和維拉簽下三年新約，留隊至2011年夏天。
2009年3月2日他成為比利·戴維斯（Billy Davies）上任後首位加盟諾定咸森林的球員，他以外借身份留隊直至季尾，穿上18號球衣。3月3日他在對普雷斯頓中處子上陣。奧斯邦尼在2008/09年球季為阿士東維拉有上陣過的六場賽事全不屬英超聯賽，包括四場歐洲足協盃、一場聯賽盃和一場足總盃。相反，轉會森林後上陣的賽事全屬英冠聯賽。
在維拉正選陣容中與及位置重疊，奧斯邦尼無法掙到上陣機會，於2009年11月5日被外借到降班英冠球會米杜士堡兩個月，期間上陣9場。返回維拉後，另一支英冠球隊有意借用他到球季結束。
2011年1月30日奧斯邦尼獲外借到英甲球會錫周三直到球季結束，在聯賽及足總盃合共上陣11場後，於4月5日被提前終止借用。球季結束後奧斯邦尼約滿被維拉棄用。
喜百年
奧斯邦尼於季前跟隨列斯聯進行試訓，在兩場熱身賽上陣，但最終未獲提供合約。直到2011年8月10日才獲得蘇超球會喜百年賞識，簽約兩年。

## 私人生活
奧斯邦尼的兄長伊萨克（Isaac Osbourne）亦是職業足球員，同樣司職中場，現時效力英冠球會 。
2009年10月2日奧斯邦尼在維拉的「波迪摩亞-希夫訓練場」（Bodymoor Heath Training Ground）以涉嫌行劫遭警方拘捕，扣留問話後獲准保釋候查。

## 外部連結
- 足球数据库：伊塞亞·奧斯邦尼的球员统计数据